# Krokströmmens dämningsområde
Krokströmmens dämningsområde är ett vattenmagasin i Ljusnan i Härjedalens kommun i Hälsingland och ingår i Ljusnans huvudavrinningsområde. Sjön har en area på 4,12 kvadratkilometer och ligger 339,1 meter över havet. Sjön avvattnas av vattendraget Ljusnan.
Krokströmmens dämningsområde skapades genom uppförandet av Krokströmmens kraftstation, med en 40 meter hög damm, som kom att höja vattennivån i Ljusnan med 36 meter. Kraftverket började byggas 1947 av Örebro elektriska AB och togs i bruk i början av 1950-talet.

## Delavrinningsområde
Krokströmmens dämningsområde ingår i det delavrinningsområde (688157-144969) som SMHI kallar för Utloppet av Krokströmmens Dämn.Omr.. Medelhöjden är 383 meter över havet och ytan är 23,16 kvadratkilometer. Räknas de 820 avrinningsområdena uppströms in blir den ackumulerade arean 9 464,63 kvadratkilometer. Avrinningsområdets utflöde Ljusnan mynnar i havet. Avrinningsområdet består mestadels av skog (73 procent). Avrinningsområdet har 4,13 kvadratkilometer vattenytor vilket ger det en sjöprocent på 17,8 procent.